# Кабинетная бронза

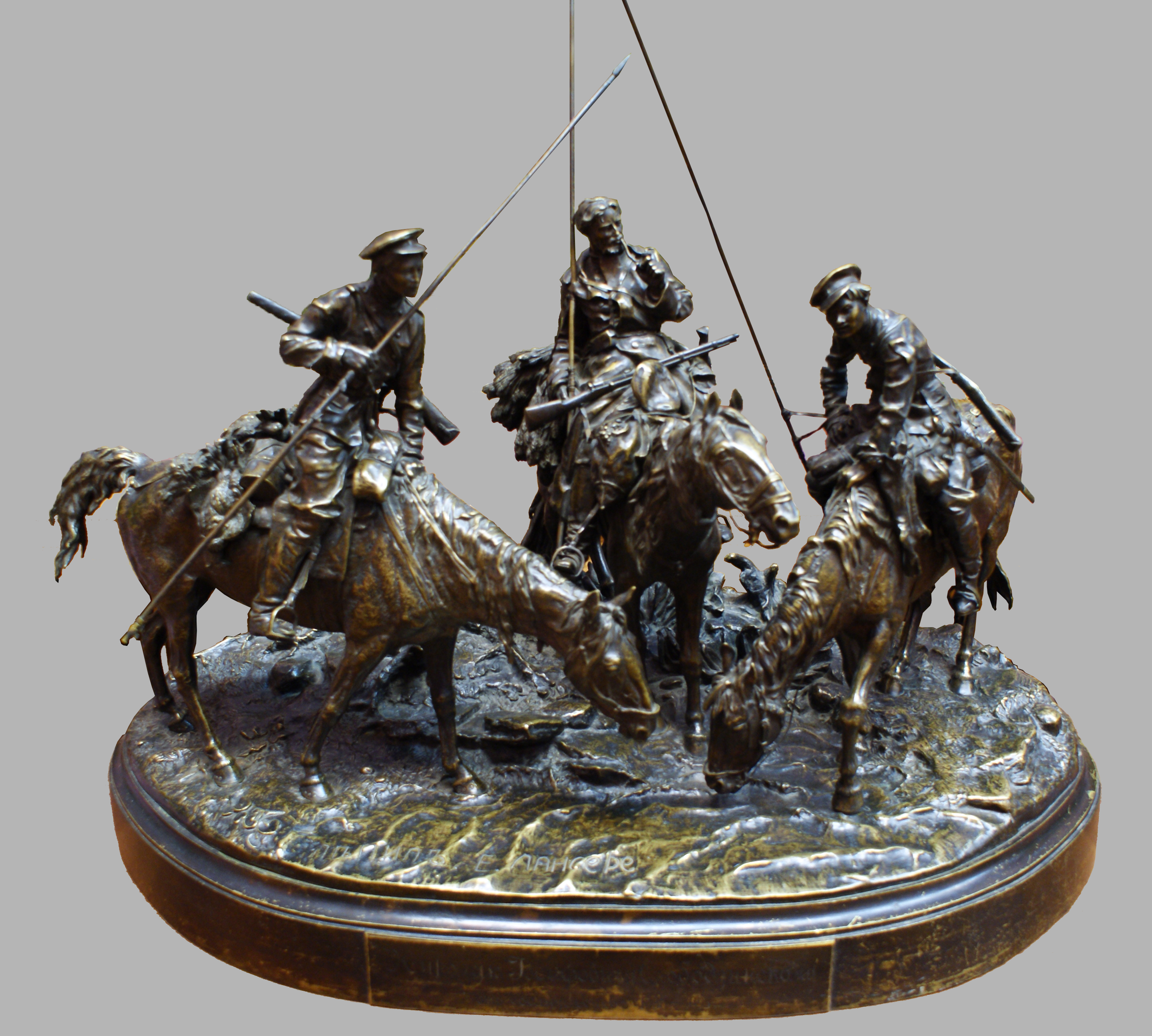

«Кабинетная бронза» — термин, которым в настоящее время принято именовать русскую бронзовую скульптуру 2-й половины XIX века камерного размера.

## Характеристика
Кабинетная бронза применялась для украшения домашнего интерьера и пользовалась большой популярностью во 2-й половине XIX века (особенно в период 1860-х — начало 1880-х годов).
Это были жанровые скульптуры в стиле реализм или национальный романтизм. Популярные сюжеты: анималистика, военные и охотничьи сцены (особенно изображения казаков), сцены крестьянского быта, романтизированные композиции из жизни народов России, Кавказа и Ближнего Востока, персонажи исторических романов.
Основоположником направления был скульптор-анималист Петр Клодт, учеником которого был Николай Либерих, в свою очередь учивший Евгения Лансере. Произведения отливались в нескольких экземплярах и имели маленькие тиражи, что увеличивало их ценность. Основные производители находились в Петербурге, также были фабрики в Москве и на Урале. Развитие этого поджанра русского декоративно-прикладного искусства находилось в русле общеевропейской тенденции позднего викторианства по украшению интерьеров и было связано с экономическим возвышением буржуазии и интеллигенции, выработавших новый стиль обустройства своих жилищ; а также с развитием технологий бронзового литья в конце XIX века.
Произведения русской бронзовой кабинетной пластики регулярно экспонировались на всероссийских и всемирных выставках. Сегодня на антикварном рынке кабинетная бронза также имеет большой спрос и является предметом азартного коллекционирования. При этом советское искусствоведение пренебрегало этим жанром скульптуры, и сам термин, прослеживающийся в печати с 2000-х годов, имеет происхождение не из ученых кругов, а из антикварного сленга.

## Скульпторы
- Грачёв, Василий Яковлевич
- Клодт, Петр Карлович
- Ковшенков, Иван Фёдорович
- Лансере, Евгений Александрович
- Либерих, Николай Иванович
- Обер, Артемий Лаврентьевич
- Позен, Леонид Владимирович
- Паоло Трубецкой